# TLC: Tables, Ladders & Chairs (2014)
TLC: Tables, Ladders & Chairs (2014) — щорічне pay-per-view шоу «TLC», що проводиться федерацією реслінгу WWE. Концепція шоу полягає в використанні столів, сходів і стільців під час поєдинків. PPV відбулося 14 грудня 2014 року у Квікен-Лонс-арена в місті Клівленд, штат Огайо, США. Це було шосте шоу в історії «TLC». Вісім матчів відбулися під час шоу та ще один перед показом.